# نوسیاینن
نوسیایْنِن (به فنلاندی: Nousiainen) یک منطقهٔ مسکونی در فنلاند است که در جنوب غرب فنلاند واقع شده‌است.